# 新年新希望

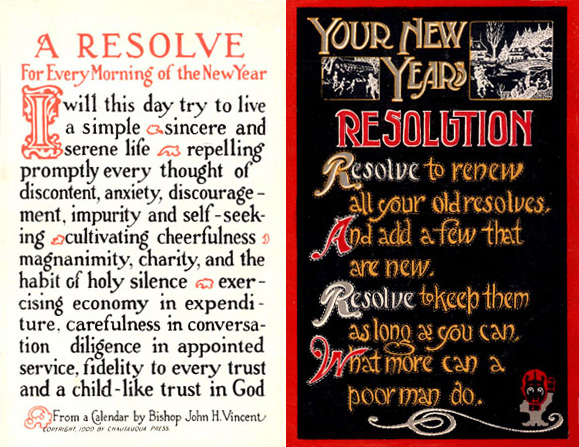
20世纪初印制新年愿望的明信片

新年展望（直译：新年决心）是常见于西方世界的一项传统习俗，但在东方世界也有类似影响，人们决心在新的一年开始时，继续保持良好的习惯、改变不良性格或行为，实现个人定下的目标，或是以其他方式改善自己的行为。

## 宗教起源
大约公元前2000年，巴比伦人在为期12天的阿奇图节（从春分开始）期间庆祝新年。这是农耕季节的开始，人们开始种植庄稼、加冕国王，并承诺归还借来的农具和偿还债务。
巴比伦新年被古罗马人采用，他们也接受新年承诺的传统。然后，随着公元前46年儒略历的出现，新年的开始时间产生变化，儒略历将新年定为1月1日，并在每年初向神祇雅努斯许下承诺，因为1月就是以雅努斯的名字命名。
中世纪时期，骑士在每年圣诞季结束时，会立下“孔雀誓言”，重申他们对騎士精神的承诺。
在基督教的守夜崇拜中，许多基督徒会通过祈祷和许下新年愿望，为新的一年做准备。 卫理公会在元旦守夜崇拜使用的礼仪是更新立约崇拜；除了传统上在元旦前夕举行外，许多教堂也在元旦前夕和元旦早晨做立约崇拜。
还有许多其他宗教有类似的传统习俗。猶太新年从高圣日直至赎罪日，人们会反思自己一年来的过错，并寻求和给予宽恕。四旬期期间，人们也可以采取类似的行为，尽管这个节期的动机更多是牺牲而非责任。 不论信仰宗教与否，这个概念都是每年反思并自我提升。

## 参与
1671年，英国作家安妮·霍尔克特的日记中，在1月2日有一篇名为《决心》（Resolutions）的文章，包含许多从圣经经文中提取的宗教誓言，如“不再犯罪”（I will not offend any more）。
19世纪初期，人们制定（但并未能坚持）新年决心的倾向已为人所共知，并遭到大众嘲讽。 1802年，《Walker's Hibernian Magazine》刊载一篇文章，声称“以下人物以一系列决心开始了新的一年，他们都庄严地承诺要遵守这些决心”，然后列出一系列显然是虚构的决心，例如“政治家们决心只以国家的利益为目标”、“医生们决定遵循自然的运作，只开必要的药，并且收费非常合理”。
早期出现“新年决心”这个完整短语的例子之一，可以查找1813年1月1日出版的波士顿报纸：
然而，我相信有许多人习惯于接受新年决心的训示，他们会在整个12月都在犯罪，并严肃决定在新年开始时，采取新的决心和新的行为，完全相信他们将因此赎回和抹去所有以往的过错。
大萧条结束以后，大约四分之一的美国成年人会策划新年决心；21世纪初，大约40%的人会这样做。 事实上，根据美国医学会的数据，1995年艾波卡特（Epcot）和1985年盖洛普民意调查（Gallop Polls）显示，大约40%到50%的美国人参与这项传统。 其中一项研究发现，制定常见新年决心（例如：减肥、锻炼计划、戒烟）的参与者中，有46%可能会成功，相比在其他时间决定改变生活的人高出10倍以上。

## 成功率
关于制定新年决心后，实际行为变化的证据好坏参半。这种影响在新年刚过一段时间最为显著，但很快就会减弱。 以接近为导向的目标，比起回避为导向的目标，能取得更好的结果。
2014年的一份报告显示，未能实现新年决心的参与者中，35%承认他们的目标不切实际，33%没有记录他们的进展，23%忘记做过什么目标；其余受访者称他们制定太多新年目标。
1972年在威斯康星大学对382名学生做过的一项研究发现，新年决心对减肥承诺的影响微乎其微，研究显示它并不会显著影响减肥效果。
2007年，布里斯托尔大学的李察·韋斯曼教授进行一项涉及3,000人的研究显示，尽管52%的参与者在开始时对成功充满信心，但88%的人并未能实现他们的新年决心。 男性在设定小而可测量的目标（例如：“每周减一磅”而不是“减肥”）时，成功率会高出22%。

## 翻译
中文词组可以称为新年展望、新年期望、新年愿望、新年心愿、新年梦想、新年计划、新年目标、新年愿景、新年新希望、新年新气象等，反向翻译成英文不是hope、wish、dream、plan、vision、expectation…而是resolution，表示决心（resolve）达成这项事情。